# Historky od Bílého jelena
Historky od Bílého jelena (anglicky Tales from the White Hart) je sbírka 16 povídek spisovatele Arthura Charlese Clarka. Vyšla v roce 1957.
Česky knihu vydalo nakladatelství Polaris v roce 2001.
Čtenáře provází knihou fiktivní postava jménem Harry Purvis, vědec, jenž vypráví rozmanité a leckdy stěží uvěřitelné příběhy.

## Obsah sbírky
- Ticho, prosím ("Silence Please")
- Lov na velkou zvěř ("Big Game Hunt")
- Patent v jednání ("Patent Pending")
- Závody ve zbrojení ("Armaments Race") - jiný název pro tuto povídku je Zbrojní horečka
- Kritická hmota ("Critical Mass")
- Dokonalá melodie ("The Ultimate Melody")
- Pacifista ("The Pacifist")
- Příští vlastníci ("The Next Tenants") - jiný název pro tuto povídku je Příští nájemníci
- Hybný duch ("Moving Spirit")
- Muž, který oral moře ("The Man Who Ploughed the Sea") - jiný název pro tuto povídku je Muž, který přeoral moře
- Bázlivá orchidej ("The Reluctant Orchid") - jiný název pro tuto povídku je Kterak se Hercules Keating v orchidej proměnil
- Studená válka ("Cold War")
- Co vystoupá nahoru... ("What Goes Up")
- Šípková Růženka ("Sleeping Beauty")
- Budiž světlo ("Let There Be Light")
- Defenestrace Ermitrudy Inchové ("The Defenestration of Ermintrude Inch")